# Verfassung der Vereinigten Arabischen Emirate

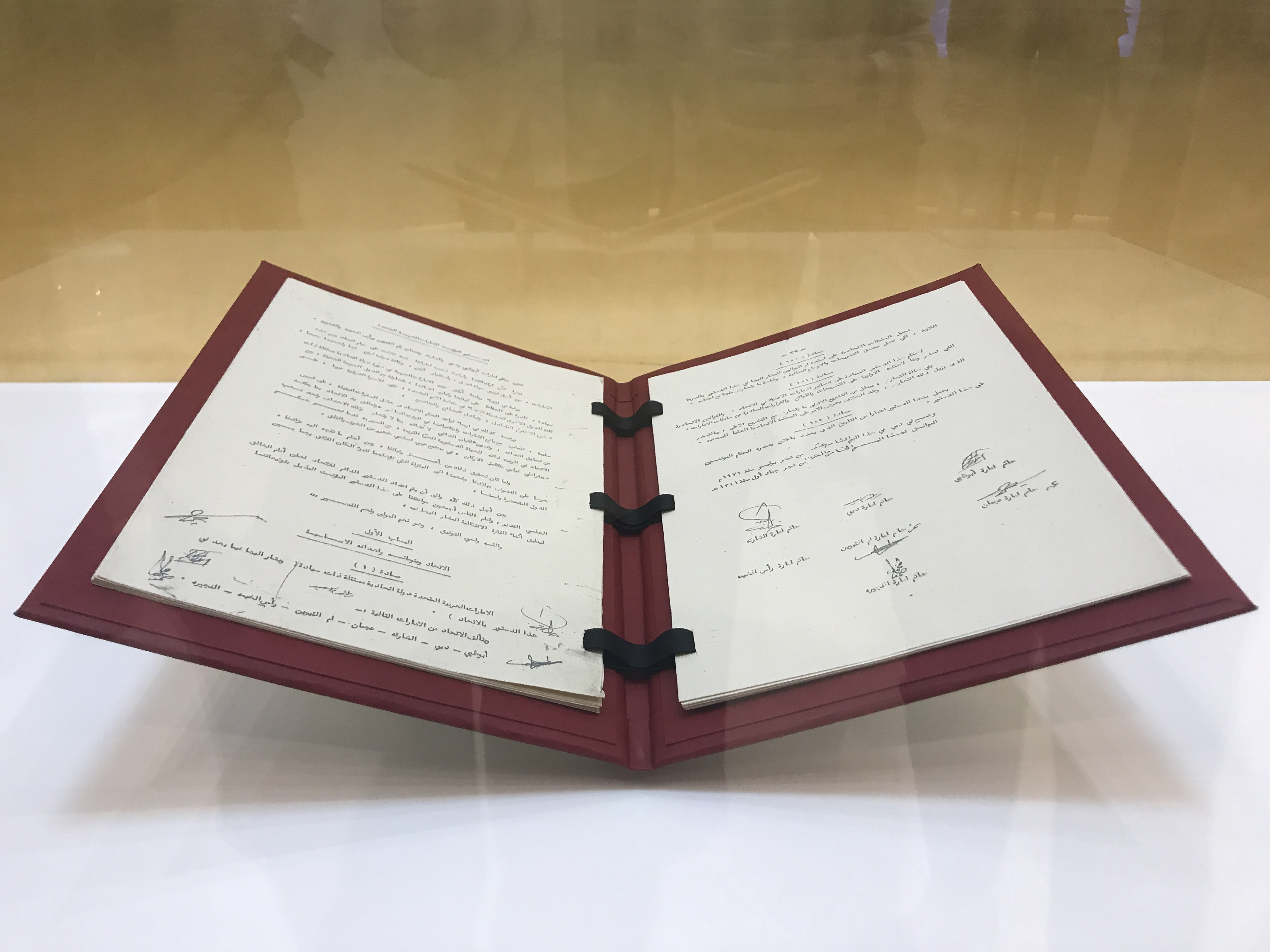
Verfassung ausgestellt im Etihad Museum in Dubai

Die Verfassung der Vereinigten Arabischen Emirate ist die oberste Rechtsnorm der Vereinigten Arabischen Emirate (VAE) seit der Gründung im Jahr 1971. Zunächst provisorisch beschlossen, ist sie seit 1996 die dauerhafte Verfassung des Staates.

## Geschichte
Im Jahr 1968 kündigte das Vereinigte Königreich den militärischen Rückzug und die Aufgabe der Protektorate im Persischen Golf an. Daraufhin begannen Katar, Bahrain und die als Vertragsoman bezeichneten Golfstaaten mit Verhandlungen über einen Zusammenschluss zu einer Föderation Arabischer Emirate. Das wohlhabenste Emirat Katar beauftragte den ägyptischen Juristen ʿAbd ar-Razzāq as-Sanhūrī mit der Ausarbeitung einer Verfassung. Katar und Bahrain zogen sich aus den Verhandlungen zurück und erklärten später die Unabhängigkeit. Die sechs Emirate Abu Dhabi, Dubai, Schardscha, Adschman, Umm al-Qaiwain und Fudschaira beschlossen die Gründung eines föderalen Staates. Die Verfassung wurde vom palästinensisch-jordanischen Juristen Adi Bitar entworfen, der sich bereits als Justiziar für die Regierung von Dubai bewährt hatte.
Die zunächst als provisorisch deklarierte Verfassung wurde am 18. Juli 1971 von den Herrschern der sechs Emirate unterzeichnet und trat mit der Staatsgründung am 2. Dezember 1971 in Kraft. Mit dem Beitritt von Ra’s al-Chaima am 10. Februar 1972 wurde das siebte Emirat entsprechend im Verfassungstext ergänzt.
Artikel 9 sah damals noch die Gründung einer neuen Hauptstadt namens Al Karama innerhalb von sieben Jahren im Grenzgebiet von Abu Dhabi und Dubai vor. Bis zur Fertigstellung sollte die Stadt Abu Dhabi, Hauptstadt des größten Emirats, übergangsweise den Sitz der Föderation darstellen. Pläne zum Bau von Al Karama wurden nie verwirklicht.
Die Gültigkeitsdauer der provisorischen Verfassung war auf fünf Jahre ausgelegt und wurde wiederholt verlängert. Am 2. Dezember 1996 trat die Verfassung dauerhaft in Kraft und Abu Dhabi wurde zur Hauptstadt der VAE erklärt.

## Inhalt
Die Verfassung besteht aus 152 Artikeln, aufgeteilt auf zehn Teile. Der Text ist auf Arabisch verfasst. Die Regierung gibt englische Übersetzungen heraus.

### Teil 1: Grundsatz und Zielsetzung
Die Vereinigten Arabischen Emirate sind ein föderaler Staat bestehend aus sieben Emiraten (siehe #Geschichte). Weitere arabische Staaten können mit einstimmiger Zustimmung des Obersten Herrscherrats aufgenommen werden. Die Emirate behalten die Hoheit über alle inneren Angelegenheiten, die nicht von der Verfassung abgedeckt werden. Die VAE sind Bestandteil einer größeren arabischen Kulturnation. Die Amtssprache ist arabisch. Der Islam ist Staatsreligion und die Scharia die hauptsächliche Rechtsquelle. Zwischen den Emiraten ist der freie Verkehr von Kapital und Waren garantiert und darf nicht durch Zölle oder Steuern eingeschränkt werden.

### Teil 2: Soziale und ökonomische Grundpfeiler
Teil 2 gibt Grundpfeiler vor für das Zusammenleben, den Schutz der Familie, die staatliche Fürsorge für Bedürftige, Bildung, medizinische Versorgung, Erwerbstätigkeit, sowie den Schutz von privatem und öffentlichem Eigentum. Öffentliche Bildung aller Stufen ist kostenlos und es besteht Schulpflicht für die Grundbildung.

### Teil 3: Freiheiten, Rechte und öffentliche Pflichten
Teil 3 regelt die grundsätzlichen persönlichen Freiheiten und Pflichten der Bürger. Dazu gehört die Gleichheit vor dem Gesetz, Unschuldsvermutung und keine Strafe ohne Gesetz. Im Grundsatz sichert die Verfassung auch Personenfreizügigkeit, Meinungsfreiheit, Fernmeldegeheimnis, Versammlungsfreiheit, Berufsfreiheit und Unverletzlichkeit der Wohnung zu, die aber jeweils durch Gesetz eingeschränkt werden können. Die Ausübung der Religion ist erlaubt „im Einklang mit der Tradition und der öffentlichen Ordnung“ (siehe Religionsfreiheit in den Vereinigten Arabischen Emiraten). Steuerpflicht und Wehrpflicht sind in der Verfassung vorgeschrieben und jeweils durch Gesetz näher ausgeführt.

### Teil 4: Bundesorgane
Teil 4 ist mit 65 Artikeln der umfangreichste Teil der Verfassung und beschreibt die Staatsorgane auf föderaler Ebene:
- Der Oberste Herrscherrat (Federal Supreme Council) ist das höchste Organ und setzt sich aus den Herrschern der sieben Emirate zusammen.[17]
- Der Herrscherrat wählt einen Präsidenten und einen Vizepräsidenten (President and Vice President), die den Rat für jeweils fünf Jahre anführen.[18]
- Der Ministerrat (Council of Ministers) ist ein Exekutivorgan, das die Richtlinien des Herrscherrats umsetzt.[19] Der Ministerpräsident, seine Stellvertreter und die Minister werden vom Präsidenten eingesetzt.[20]
- Der Föderative Nationalrat (Federal National Council) ist ein Parlament bestehend aus 40 Abgeordneten, die aus den sieben Emiraten entsandt werden.[21] Der Nationalrat kann Gesetzesvorschläge machen, die vom Herrscherrat genehmigt werden müssen.[22]
- Das Oberste Bundesgericht (Federal Supreme Court) besteht aus einem vorsitzenden Richter und bis zu fünf weiteren Bundesrichtern. Die Richter werden vom Präsidenten eingesetzt.[23]

### Teil 5: Bundesgesetzgebung, Erlasse und zuständige Organe
Teil 5 regelt die Bundesgesetzgebung. Der Ministerrat reicht einen Gesetzentwurf beim Nationalrat ein, der den Entwurf, ggf. mit Zusatz, dem Präsidenten vorlegt. Der Präsident verkündet das Gesetz nachdem es vom Herrscherrat ratifiziert wurde. Strafgesetze dürfen nicht rückwirkend eingeführt werden. In dringenden Fällen kann der Präsident zusammen mit dem Ministerrat einen Erlass verkünden, der eine nachträgliche Billigung vom Herrscherrat erfordert und einem Gesetz gleichgestellt ist.

### Teil 6: Die Emirate
Die Emirate üben in allen übrigen Belangen, die nicht durch die Verfassung geregelt sind, ihre Macht souverän aus. Verschiedene Emirate können sich zu administrativen Einheiten zusammenschließen.

### Teil 7: Verteilung der Legislative, Exekutive und internationaler Zuständigkeit zwischen der VAE und den Emiraten
Der Bund hat legislative und exekutive Zuständigkeit in den Bereichen Auswärtiges, Sicherheit, Finanzen, Telekommunikation und Medien, Verkehr, Bildung, Gesundheit, Standardisierung und Elektrizität. Zusätzlich hat der Bund legislative Kompetenz in den Bereichen Arbeit und Soziales, Eigentum, Banken und Versicherungen, Landwirtschaft, Justiz, Luft- und Seefahrt, sowie finanzielle Freizonen. Die Emirate sind zur Implementierung der Bundesgesetze verpflichtet.

### Teil 8: Finanzielle Angelegenheiten der VAE
Die VAE erhebt per Bundesgesetz Steuern, Abgaben und Beiträge in ihrer legislativen und exekutiven Zuständigkeit, sowie Gebühren für durch den Bund erbrachte Dienstleistungen. Die Emirate sind verpflichtet, einen prozentualen Anteil ihrer Einnahmen zur Deckung der Kosten des Bundes abzutreten.

### Teil 9: Streit- und Sicherheitskräfte
Ein Angriff auf ein Emirat wird als Angriff gegen alle Emirate und auf die Existenz der VAE betrachtet. Die VAE unterhält ein Heer, eine Marine und Luftwaffe, die dem Kommando eines gemeinsamen Oberbefehlshabers unterliegen. Der Verteidigungskrieg wird durch den Präsidenten mit Zustimmung des Herrscherrats ausgerufen. Angriffskriege sind im Einklang mit internationalen Bestimmungen untersagt. Ein vom Präsidenten geleiteter Verteidigungsrat kümmert sich um die Belange des Militärs. Ein Emirat kann zur Abwehr von Gefahren der Sicherheit und Ordnung die Unterstützung der Streitkräfte des Bundes ersuchen.

### Teil 10: Schlussbestimmungen
Die Verfassung kann um Zusätze ergänzt werden. Das Verfahren ähnelt der Bundesgesetzgebung, setzt jedoch eine Zweidrittelmehrheit der Stimmen des Nationalrats voraus. Im Notfall kann ein Kriegsrecht durch den Herrscherrat mit Zustimmung des Ministerrats ausgerufen werden.